# Scenocharops koreanus
Scenocharops koreanus är en stekelart som beskrevs av Tohru Uchida och Setsuya Momoi 1960. Scenocharops koreanus ingår i släktet Scenocharops och familjen brokparasitsteklar. Inga underarter finns listade i Catalogue of Life.